# 1719 au Canada
Pour un article plus général, voir Chronologie du Canada.
Cet article traite des événements qui se sont produits durant l'année 1719 au Canada.

## Événements
- 5 juin : départ de Gravesend de l’Expédition Knight, commandé par le britannique James Knight, entreprise pour trouver le Passage du Nord-Ouest[1]. On ne les revoit plus jamais. Les restes des navires et de l’expédition sont retrouvés à l’île de Marbre au nord de la Baie d’Hudson.
- 12 juin : un amérindien cri Wa-Pa-Su apporte un échantillon de Sable bitumineux à Henry Kelsey au poste de York Factory[2].

- Les autorités de la Nouvelle-France retirent l’usage de la monnaie de carte[3].

## Naissances
- 20 août : François Gaston de Lévis, officier militaire († 28 novembre 1787).
- Jean-Claude Panet, avocat, notaire et juge († 28 février 1778).
- Thomas Gage, général britannique († 2 avril 1787).

## Décès
- 14 avril : Claude de Bermen de La Martinière, procureur général (° 30 mai 1636).
- 28 octobre : Jean-Baptiste Bissot de Vincennes, explorateur et officier militaire (° 19 janvier 1668).